# أوغستين كيلر
أوغستين كيلر (الألمانية السويسرية الموحدة: Augustin Keller) هو سياسي سويسري، ولد في 10 نوفمبر 1805 في سويسرا، وتوفي في 8 يناير 1883 في سويسرا. حزبياً، نشط في الحزب الديمقراطي الحر (سويسرا).

## مناصب
- انتخب رئيس مجلس الولايات السويسري.
- انتخب رئيس المجلس الوطني السويسري  [لغات أخرى]‏.
- انتخب عضو المجلس الوطني السويسري.
- انتخب عضو مجلس الولايات السويسري.